# Иван Драгневски
Иван Минков Драгневски е български финансист.

## Биография
Роден е на 12 октомври 1940 г. в гр. Троян. Баща му е член на Отечествения фронт, а майка му е призната за активен борец против фашизма и капитализма. Завършва средно образование в родния си град. През 1964 г. завършва специалност икономика и външна търговия във Висшия икономически институт в София, днес УНСС. Работи в чуждестранния отдел на БНБ и в Българска външнотърговска банка (БВТБ). От 1966 до 1967 учи банково дело във Великобритания. Вербуван е през септември 1972 г. от Второ главно управление на ДС с псевдоним „Горас“. В периода 1973 – 1977 е представител на БВТБ в Лондон. След това е началник на операциите с чужбина. От април 1980 г. става председател на банката. Между 1989 и 1991 г. е управител на БНБ. През 1990 г. е разпитван по дело № 4 за икономическата катастрофа на България. През 1991 – 1992 е пълномощен министър и търговски представител в Канада.